# 이모털 (프로레슬링)
이모털은 TNA에서 활동하는 프로레슬링 악역 스테이블이다. 2010년 10월 10일 헐크 호건과 에릭 비숍에 의해 결성되었다. 2011년 2월까지 포튠과 연합군을 형성하였으나 포튠이 선역전환하면서 양 스테이블은 대립을 하게 된다. 2012년 4월 해체되었다.

## 멤버

### 멤버들
| 현 멤버들     | 날짜                                |
| ------------- | ----------------------------------- |
| 어비스        | 2010년 10월 10일 - 2011년 10월 13일 |
| 에릭 비숍     | 2010년 10월 10일 - 2012년 4월 15일  |
| 헐크 호건     | 2010년 10월 10일 - 2011년 10월 16일 |
| 제프 하디     | 2010년 10월 10일 - 2011년 3월 17일  |
| 제프 제럿     | 2010년 10월 10일 - 2011년 12월 15일 |
| 포춘          | 2010년 10월 14일 - 2011년 2월 3일   |
| 거너          | 2010년 10월 21일 - 2012년 4월 15일  |
| 잭슨 제임스   | 2010년 11월 7일 - 2011년 10월 16일  |
| 랍 테리       | 2010년 12월 23일 - 2011년 5월 5일   |
| 매트 하디     | 2011년 1월 9일 - 2011년 8월 20일    |
| 카렌 제럿     | 2011년 1월 13일 - 2011년 12월 15일  |
| 헤르난데스    | 2011년 2월 13일 - 2012년 4월 15일   |
| 릭 플레어     | 2011년 2월 14일 - 2012년 4월 15일   |
| 불리 레이     | 2011년 3월 17일 - 2012년 4월 15일   |
| 타미 드리머   | 2011년 5월 5일 - 2011년 6월 11일    |
| 크리스 헤리스 | 2011년 5월 12일 - 2011년 5월 15일   |
| 스캇 스타이너 | 2011년 6월 30일 - 2012년 3월 일     |
| 미스터 앤더슨 | 2011년 7월 7일 - 2011년 8월 11일    |
| 커트 앵글     | 2011년 8월 7일 - 2012년 4월 15일    |

## 레슬링
- 레슬링 기술

- - 어비스

- -     - 블랙 홀 슬램(스윙 사이드 슬램), 쇼크 트리트먼트(싯아웃 백브레이커 랙 드롭)

- - 커트 앵글

- -     - 앵글 슬램(올림픽 슬램), 앵클 락

- - 불리 레이

- -     - 불리 밤(풀 넬슨 밤)

- - 릭 플레어

- -     - 피겨 포 레그락

- - 거너

- -     - 파이어맨즈 캐리 페이스버스터

- - 크리스 헤리스

- -     - 케터토닉(스윙 리버스 STO), 런닝 스피어

- - 제프 제럿

- -     - 스트로크(리버스 러시안 레그스윕)

- - 카자리안

- -     - 페이드 투 블랙(닐링 벨리 투 백 파일드라이버), 플럭스 케퍼시터(롤링 문썰트 사이드 슬램) , 웨이브 오브 더 퓨처(스윙 리버스 STO)

- - 제프 하디

- -     - 스와턴 밤(하이 앵글 센턴 밤), 트위스트 오브 헤이트(프론트 페이스락 커터)

- - 매트 하디

- -     - 아이스 픽(더블 언더훅 바디시저스) 트위스트 오브 헤이트(프론트 페이스락 커터)

- - 맷 모건

- -     - 카본 풋프린트(바이시클 킥)

- - 로버트 루드

- -     - 페이 오프(브릿지 피셔맨 수플렉스), 암 트랩 크로스페이스

- - 제임스 스톰

- -     - 라스트 콜(슈퍼 킥)

- - 스캇 스타이너

- -     - 스타이너 리클라이너(스탠딩 카멜 클러치)

- - AJ 스타일스

- -     - 스타일스 크래쉬(벨리 투 백 인버티드 매트 슬램), 스파이럴 탭(코크스크류 센턴 밤), 슈퍼맨(스프링보드 450° 스플래쉬)

- - 랍 테리

- -     - 프릭버스터(쓰러스트 스파인버스터)

- - 더그 윌리엄스

- -     - 카오스 씨어리(롤링 저먼 수플렉스)

## 챔피언
- 트리플 A
  - AAA 월드 헤비웨이트 챔피언 1회 - 제프 제럿

- TNA
  - TNA 텔레비전 챔피언 2회 - 어비스 (1회) , 거너 (1회)
  - TNA 월드 헤비웨이트 챔피언 4회 - 제프 하디 (2회) , 미스터 앤더슨 (1회) , 커트 앵글 (1회)
  - TNA X-디비전 챔피언 1회 - 어비스

## 같이 보기
- TNA